# Jérôme Colinet
Pour les articles homonymes, voir Colinet.
Jérôme Colinet, né le 26 avril 1983 à Dinant en Belgique, est un footballeur et entraîneur belge qui joue au poste de milieu de terrain. Il est actuellement l'adjoint de David Penneman (nl) à la tête des moins de 17 ans belges.

## Biographie

### Carrière de joueur
Jérôme Colinet est formé au Standard de Liège. Il commence pourtant sa carrière professionnelle avec le club néerlandais du Roda JC. Il joue son premier match en Eredivisie le 25 février 2004, lors d'une rencontre face au club de La Haye.
En 2006, Jérôme Colinet est transféré au SC Paderborn, club évoluant en deuxième division allemande. Il reste une saison avec cette équipe, avant de retourner en Belgique, et de s'engager en faveur du KV Malines. Jérôme Colinet ne dispute que quatre matchs en première division belge avec Malines. Il rejoint alors au bout de quelques mois le club de l'Union Royale Namur (deuxième division belge).
En 2008, Jérôme Colinet signe un contrat en faveur du KAS Eupen. Avec cette équipe, il évolue en première division belge lors de la saison 2010-2011. À partir de l'été 2011, il évolue au club de Lommel United avant de rejoindre Sprimont puis le RFC Huy de 2014 à 2017. Depuis la saison 2017-2018, il évolue à la RUW Ciney.

### Carrière d'entraîneur
Jérôme Colinet entame sa carrière d'entraîneur à la RUW Ciney comme T2, tout en continuer à jouer jusqu'en 2018 lorsqu'il décide de raccrocher le crampons.
Ensuite, il prend la direction du noyau U19 du RFC Seraing, après avoir obtenu son diplôme UEFA A avec la plus grande distinction, avant d'intégrer le staff de la fédération belge comme adjoint de David Penneman (nl), d'abord à la tête des moins de 16 ans, puis des moins de 17 ans.